# Història de Badalona

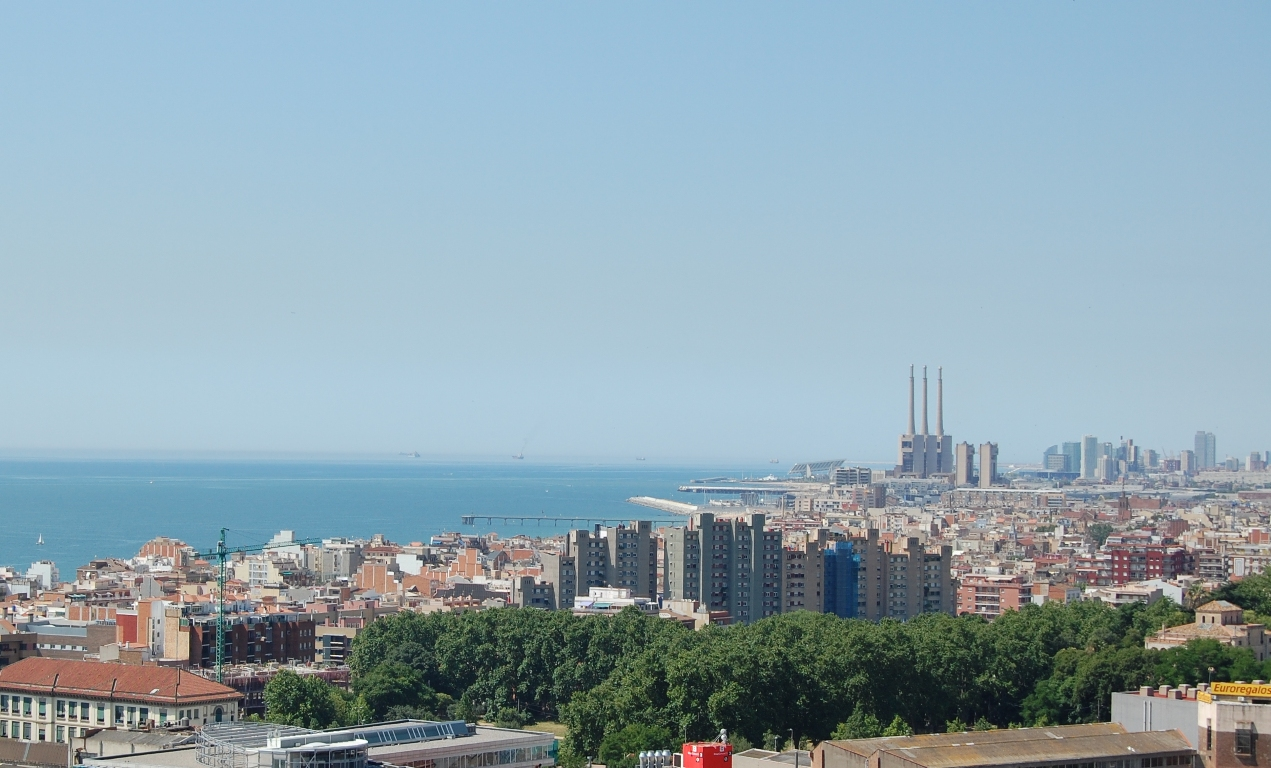
Vista general de la ciutat de Badalona des de la zona industrial de Les Guixeres, al nord del terme municipal. S'hi poden apreciar, entre d'altres, l'antiga escola Lola Anglada, els blocs de Can Mercader (al centre), el Pont del Petroli o l'antiga central tèrmica del Besòs.

La història de Badalona té el seu origen oficial vers l'any 100 aC amb la fundació de la ciutat romana de Bætulo sobre el turó d'en Rosés, on actualment hi ha el nucli antic de la localitat. No obstant això, les primeres estructures urbanes dintre del territori del terme municipal van aparèixer cap al segle segle iv aC al poblat ibèric del turó d'en Boscà. El període romà va representar un període d'esplendor urbanístic i demogràfic, amb un desenvolupament d'un important intercanvi comercial, especialment del vi.
A partir del segle iii la ciutat comença a declinar, malgrat haver-hi una continuïtat de poblament del nucli urbà entre els segles V i VI es gesta un procés de ruralització de la seva població cap a les diverses vil·les del territori. A més, a causa de la manca de documentació el període tardoantic és poc conegut, en tot cas les invasions germàniques i, després, la musulmana, van afectar negativament Badalona, que durant l'edat mitjana i fins ben entrada l'edat moderna oscil·larà entre una població de 400 i 700 habitants aproximadament. La parròquia de Badalona també entrarà en la tònica feudal, però l'any 1317 va ser alliberada pel rei i es va implantar un règim municipal, i el 1435 va esdevenir carrer de Barcelona.
La fi dels atacs pirates i d'altres perills a la fi de l'edat moderna van permetre a la localitat un creixement demogràfic i urbanístic entorn del seu nucli antic, representat, per exemple, en la construcció de la nova església parroquial de Santa Maria l'any 1778, una millora de l'agricultura i l'inici de l'activitat marinera després de molts anys de viure d'esquena al mar. A partir del segle xix, i concretament des de la inauguració del ferrocarril entre Barcelona i Mataró el 1848, Badalona va començar créixer demogràficament i a industrialitzar-se gràcies a la seva localització propera a la via del tren i a Barcelona, però no va desenvolupar una burgesia pròpia a diferència d'altres ciutats, tot i que el teixit industrial va ser molt divers i destacat. El seu gran creixement li van valdre el 1897 la concessió del títol de ciutat per part de la reina regent Maria Cristina d'Àustria.
L'entrada al segle xx va seguir la mateixa línia i va significar, de mica en mica, un desplaçament de les activitats tradicionals pesqueres i agrícoles. El tombant de segle, a més, va suposar un gran dinamisme cultural a Badalona, amb la fundació de diverses institucions i entitats, però les dues dictadures, la de Primo de Rivera i la de Franco, les van afectar. A més, Badalona es va convertir en objectiu dels bombardeigs durant la guerra civil a causa de la gran presència d'importants indústries. La dictadura de Franco a la ciutat es va caracteritzar per un creixement vertiginós de la població a causa de les fortes immigracions arribades de diversos indrets d'Espanya, que es van instal·lar als barris de la perifèria badalonina, a barris existents de per sí amb una minsa estructuració urbana i relació amb el centre de la ciutat, i també va haver-hi barraquisme. L'arribada de la democràcia va suposar una millora a nivell urbanístic i cultural: dècada dels vuitanta i, especialment a redós de l'elecció de Badalona com a subseu olímpica l'any 1992, es van dur a terme diverses millores i projectes urbanístics: el barri de Montigalà, on es va instal·la la vil·la de premsa, l'àrea del Gorg i del Caritg, entre d'altres.
Gràcies al seu particular urbanisme, a les seves entitats culturals, socials i esportives, ha mantingut una identitat pròpia com a municipi malgrat el creixement constant de la població i ha evitat que esdevingui una ciutat dormitori de Barcelona.

## Prehistòria
Es creu que pel territori de Badalona han passat comunitats prehistòriques, que es podrien haver establert en abrics o coves naturals. Tanmateix, no s'han trobat restes humanes que ho puguin constatar, ja que aquests llocs han estat reutilitzats per l'home posteriorment. Això no obstant, sí que s'han trobat restes materials datades a partir del període neolític mitjà-recent (3500 al 2500 aC). És a dir, a partir de la sedentarització de l'home, moment en què comença a criar bestiar o a fer ceràmica. D'aquest període hi ha testimoniades restes en possibles coves al barri del Manresà i el turó d'en Seriol, on es troben destrals de pedra, sílex i punxons realitzats en os. A més a més, també es descobriren als barris de Sistrells i Llefià sepulcres excavats a terra, amb l'individu en posició fetal acompanyat d'aixovar. Durant el Neolític final (2500 aC al 1800 aC aproximadament) es desenvolupa la cultura megalítica, de la qual se'n trobà un possible exemple, el dolmen de Coma d'Oms, al turó de Roda-Soques, una zona propera al barri de Canyet.
A partir de l'entrada a l'edat del bronze, sembla que l'hàbitat a l'aire lliure es generalitza i es localitzen fons de cabana localitzats a diverses bòbiles de la ciutat (Elies, Serret, Submarino, Metro) datables entre el 1800 i el 1500 aC. A partir del bronze final, al voltant de l'any 1000, el territori català rep la invasió dels pobles dels camps d'urnes, que introdueixen la cremació com a ritus funerari; a més, el territori es transforma lentament: es comença a emprar el ferro en la metal·lúrgia, s'enforteix el sistema urbà i es produeix un eixamplament i millora de l'agricultura i el pasturatge. A Badalona, queda testimoniada aquesta època amb dos jaciments: uns fons de cabanes a Can Butinyà i una sitja reomplerta a Can Mora (Canyet), que contenia molt material ceràmic procedent de molts tipus de vasos i urnes, que s'han datat entorn els segles VIII aC-VII aC.

## Història antiga

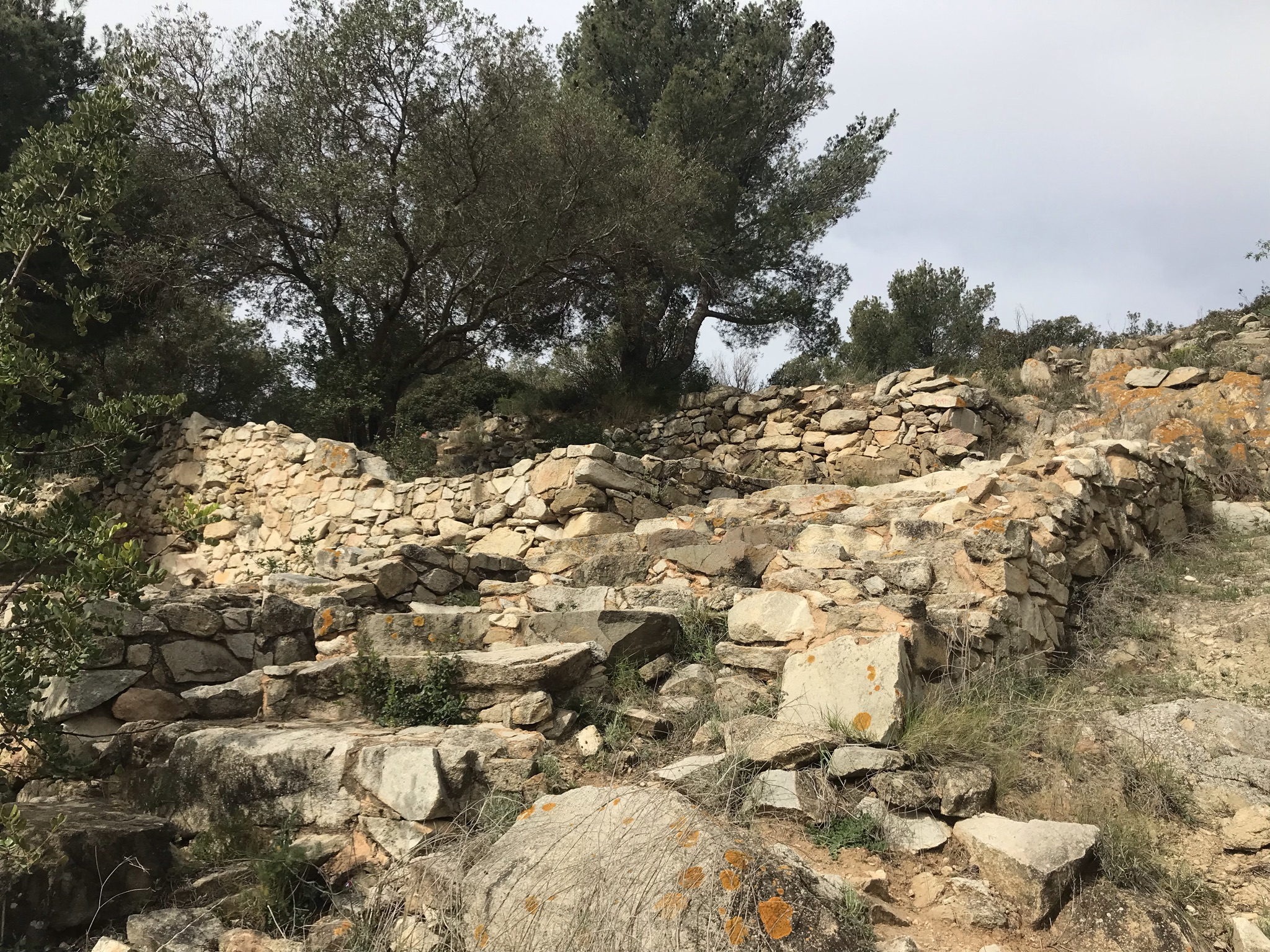
Poblat ibèric del Turó d'en Boscà.

El terme de Badalona, dins de la Laietània, va ser el territori de poblament de la cultura ibèrica, concretament hi trobem el turó d'en Boscà, al barri de Bonavista, però als voltants hi ha també els turó de les Maleses, entre els termes de Montcada i Reixac i Sant Fost de Campsentelles, o el turó del Pollo, a Santa Coloma de Gramenet. El del turó d'en Boscà és un dels jaciments més destacats de tota la comarca, i un més dels poblats ibers ubicats al llarg de la serralada Litoral Catalana en època ibèrica, que va encunyar moneda, a través de les quals s'ha pogut identificat la paraula Baitolo (en ibèric ), evident precedent de la romana Baetulo.
Amb unes 3 hectàrees de superfície, el poblat està localitzat en el cim del turó, uns 198 metres d'altitud, i els seus vessants, amb un domini visual sobre el delta del Besòs i la totalitat del pla de Barcelona. Construït adaptat a la topografia, estava ben fortificat, amb una muralla i una torre rectangular de construcció sòlida i potent. El poblat se sostenia en aquest terreny gràcies a un sistema de terrasses bastant evolucionat suportades amb murs de contenció, afavorint la presència de carrers planers, que recorren longitudinalment les terrasses, i esglaonats, que les comuniquen. Hi ha indicis que el poblat es va estendre vers el sud-oest, fins al turó d'en Folch, i el sud-est. La seva cronologia està ben establerta, amb presència d'estructures urbanes des de mitjan segle iv aC, amb una decadència progressiva des d'ençà la fi del segle ii aC, amb la conquesta romana, el poblat queda finalment abandonat el segle i aC, fruit de les conseqüències socioeconòmiques i polítiques impulsades pel procés de romanització del país.
D'aquesta època també en són testimonis tres esteles que van ser trobades fora del seu context original, és a dir, que havien estat reutilitzades pels romans, en moments diferents, les dues darreres en una excavació arqueològica l'any 2000, conserven inscripcions en llengua ibera.

### La fundació deBaetulo

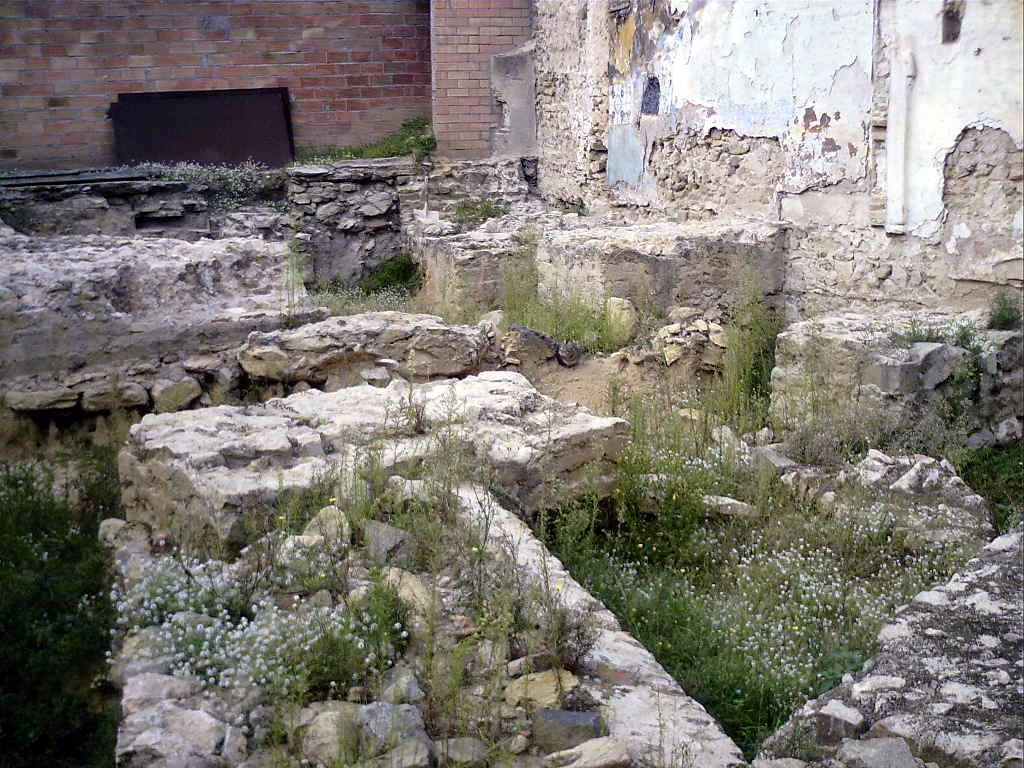
Restes del teatre romà de Badalona

Baetulo fou la ciutat fundada pels romans ex novo sobre el turó d'en Rosés, limitat per les rieres de Canyet i Matamoros, i el mar. La data de fundació s'acostuma a situar al voltant de l'any 100 aC, gràcies als estudis a partir dels estrats d'anivellació i la preparació del terreny per a construir-hi; per les restes arqueològiques, principalment materials ceràmics de vernís negre procedents d'excavacions antigues i, per tant, sense un context estratigràfic; i pel sistema constructiu del recinte emmurallat. Així mateix, la ciutat romana és mencionada en l'obra de Pomponi Mela De Chorographia, de l'any 43-44 dC i a la Naturalis Historiae de Plini, del segle I dC.
Malgrat estar sobre una petita elevació, la ciutat fou dissenyada sobre un pla ortogonal, amb una configuració i uns atributs molt similars a altres ciutats de l'època; la seva superfície fou d'11 ha. i es completà amb un traçat de 413 per 261 metres. Plini qualifica a Baetulo en la seva obra d'oppidum civium romanorum, una fortificació de ciutadans romans, que ha dut a afirmar que aquesta fundació es va fer amb una aportació de colons immigrants itàlics. A més com a establiment urbà i defensiu, neix també com una forma de complir la reforma de l'exèrcit de Màrius, en la qual s'incloïa el repartiment de terres entre els legionaris veterans. El repartiment entre els colons serà d'una propietat petita i mitjana i la colonització per tot el territori de Baetulo serà prou dispersa. Amb el temps, la ciutat també es va tancar dins d'una muralla.

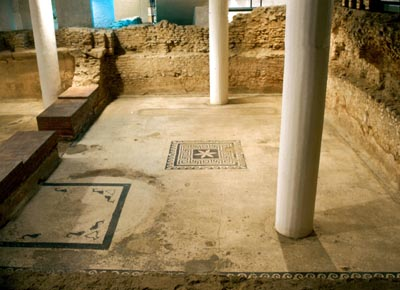
Termes romanes de Baetulo, del

Ubicada a prop del mar, amb un territori extens amb possibilitats agrícoles i ben comunicada amb altres poblacions, la seva entrada donava a la Via Augusta, Baetulo fou una ciutat molt dinàmica. Sobretot al període de més prosperitat, durant l'època d'August, amb una economia agrícola especialitzada en la producció i exportació de vi, i que s'estendrà fins bona part del segle I dC. Es pensa que durant aquest període es dugué a terme un embelliment de la ciutat i una renovació dels antics edificis; datarien d'aquesta època les restes més importants trobades: les termes públiques, la Venus de Badalona, o les insulae. A partir de finals del segle I dC i durant el segle ii la ciutat sofreix canvis: la inutilització de canalitzacions i del clavegueram, així com el canvi de funció d'algunes de les cases benestants de la part alt de la ciutat per una nova activitat artesanal, industrial o comercial, o fins i tot de les residències més humils, mentre que les residències de les famílies benestants es traslladarien a les villae disperses pel territori. Tanmateix, en aquest moment, justament a finals del segle I dC, Baetulo assoleix la categoria de municipium i el ius latii, d'ençà es troben documentades les seves institucions i els seus magistrats en documents epigràfics.

### El declivi romà
Tot i que des d'ençà el segle iii, amb el davallament general de l'imperi, la ciutat comença a decaure, s'ha documentat una continuïtat d'hàbitat a la part baixa de la ciutat fins a les darreries del segle v i els inicis del segle vi, amb diverses fases constructives i cronològiques. Durant aquest període es produeix un procés de ruralització dels nuclis urbans, amb un destacat paper de les vil·les. A més, durant aquest període hi ha poca documentació sobre Badalona. Vers el segle vi Badalona va viure la part final d'un intens procés de reformes urbanístiques a la zona propera al fòrum. La necròpoli de Can Peixau també es creà en aquests segles, no abans del segle iv ni més tard del VI. D'altra banda, des del segle iv, Badalona importava ceràmica africana, i encara al segle vii se'n troba.

## Edat mitjana

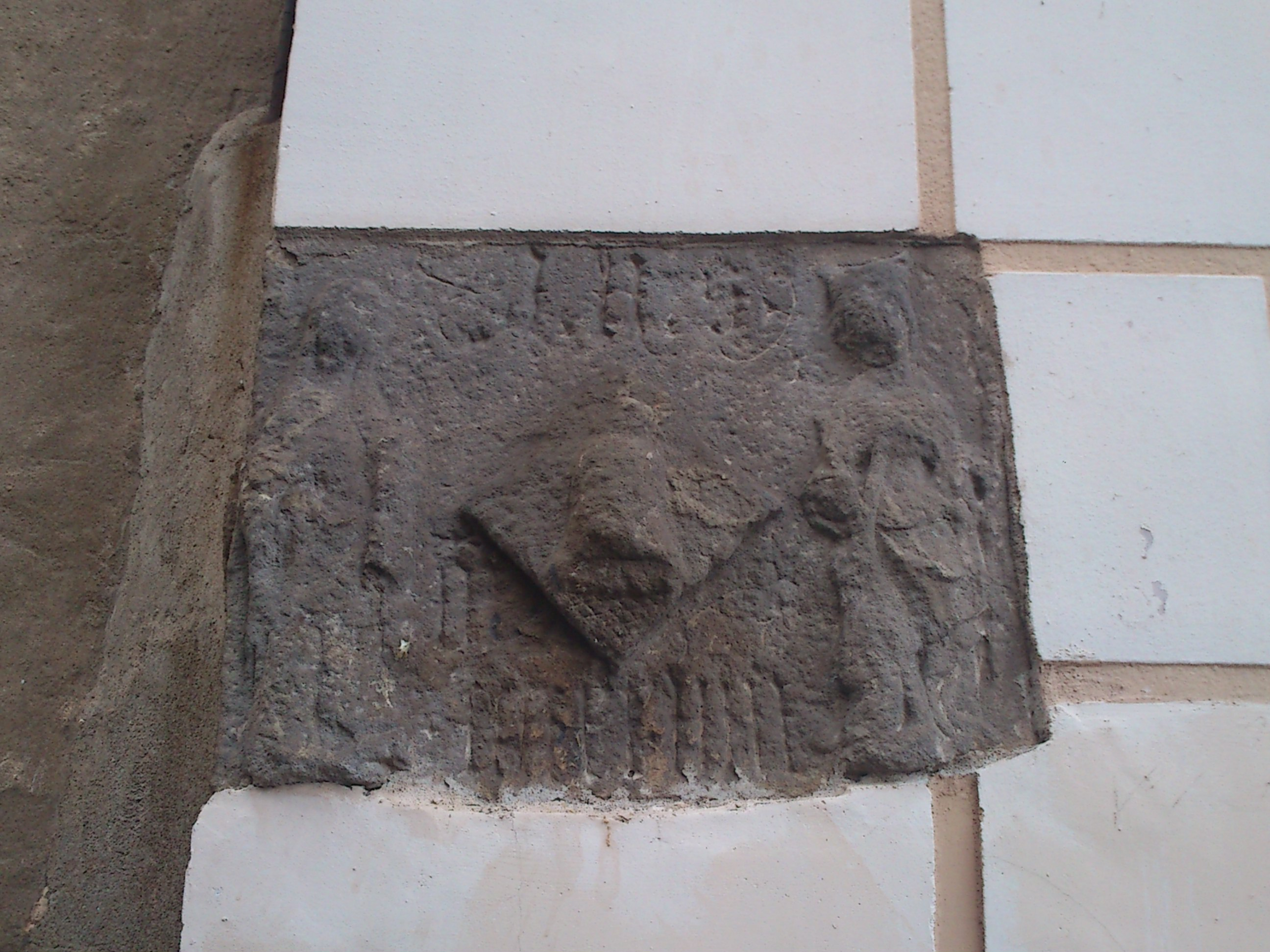
Carreu medieval amb l'escut de la família Santcliment —una campana— a la façana sud de la Torre Vella.

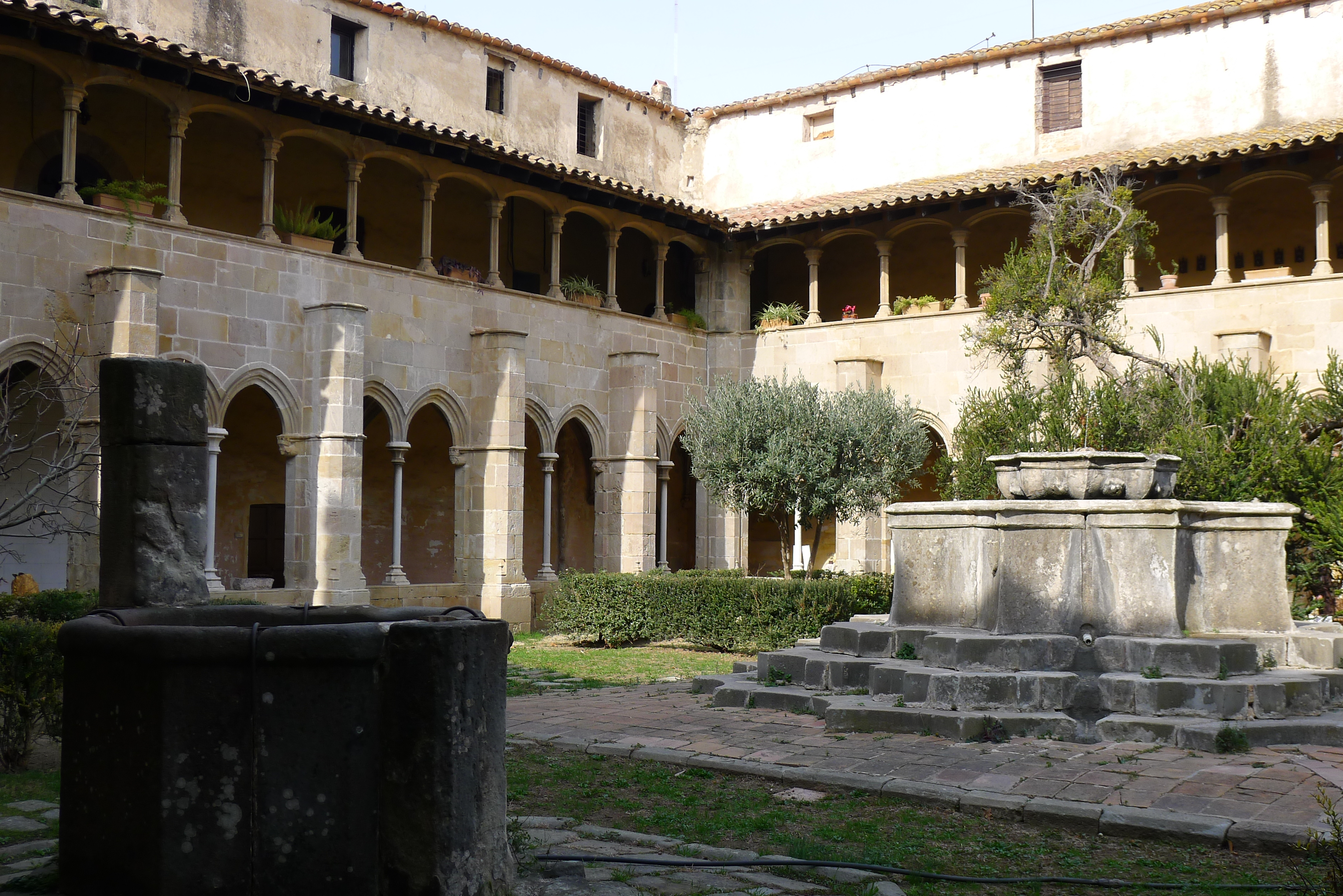
El claustre i brollador del monestir de Sant Jeroni de la Murtra, d'estil gòtic català tardà.

A causa del declivi romà, a l'antiga Baetulo es produeix un procés de ruralització i un despoblament de les ciutats vers les vil·les, mantenint un petit nucli, en el que avui és el nucli més antic de Dalt de la Vila, als contorns de l'església de Santa Maria i la plaça de la Constitució. Els primers segles medievals són poc coneguts a causa de la manca de documentació. Font i Cussó va afirmar que fins al segle iv la ciutat havia anat reconstruint-se després de les invasions bàrbares, per a després quedar totalment abandonada, tanmateix Josep M. Cuyàs, i altres autors, creuen que hi va haver una continuïtat, i ni visigots ni musulmans van modificar l'estructura demogràfica, social i econòmica, si bé l'estabilitat arribaria amb l'establiment dels francs, sobretot després de la ràtzia d'Almansor. Ha quedat demostrat que va haver-hi una continuïtat en el poblament perquè es conserva el fragment d'un cancell de l'altar de l'església paleocristiana i les restes d'un mausoleu cristià, trobat a l'espai de les termes i del decumanus de Baetulo.
S'estima que durant tot el període medieval Badalona va oscil·lar entre els 400 i 700 habitants, afectada per males collites, pestes i atacs pirates a la costa, i la majoria vivien a nuclis formats al voltant de les antigues vil·les i no al nucli urbà, dedicats a l'agricultura i la ramaderia. L'antic terme de la ciutat es va mantenir, delimitat pel riu Besòs, el mar Mediterrani, el turó de Montgat i la riera de Canyelles, i la serralada Litoral, on consten diversos nuclis. En primer lloc hi ha el que era pròpiament Badalona, o Bitulona, on hi havia la parròquia de Santa Maria, consagrada el 1112 i que establí un territori de sagrera del petit nucli urbà sobre el turó d'en Rosés. El nucli estava dominat també per la Torre Vella, que posseïa extenses terres des del turó fins al mar i jurisdicció sobre els habitants de Badalona. Els altres nuclis poblats es trobaven al voltant de les vil·les, que esdevindrien a voltes petits senyors alodials que es feren edificar torres i capelles: Can Peixau, amb la capella de Sant Salvador, a Llefià, Mas Sa Murtra, amb la capella de Sant Martí, a la vall de Poià i Canyet i Cal Comte, amb la capella del Sant Crist, a Pomar. Inicialment, es creu que les terres van estar força repartida entre petits i mitjans propietaris aloers, amb diversos graus de riquesa, alguns possiblement amb terres repartides arreu de la parròquia. Així mateix, malgrat el progressiu procés de feudalització, els anomenats senyors feudals a Badalona van gaudir d'un poder restringit per la seva proximitat a la ciutat de Barcelona.
Posteriorment, diverses famílies es van voler fer amb els drets sobre Badalona, com els Sentmenat, els Plegamans, els Montcada o els Santcliment. Aquests darrers, amb els Aversó de Llefià van intentar imposar uns drets feudals sobre els badalonins que, en realitat, no tenien, per mantenir controlat el territori i uns minvats habitants a causa de les epidèmies baixmedievals. Els pagesos es van sindicar, perquè no gaudien de consell propi, i van aconseguir que una sentència arbitral els declarés el 1389 «sòlids i afocats» dels senyors feudals. Més tard, l'any 1430, Alfons el Magnànim, mancant de diners, vendrà el terme de Badalona a la ciutat de Barcelona, assegurant la independència de Badalona dels senyors feudals, tot i els intents dels Santcliment d'imposar-se al terme i malgrat la divisió territorial entre les diferents torres feudals, el sentit d'unitat territorial del terme es mantindrà gràcies a la institució de la parròquia, radicada a l'església de Santa Maria. El 1430 el rei Alfons el Magnànim, mancat de diners, venia la localitat al Consell de Cent i posteriorment Joan II, rei de qui va ser partidària la vila durant la Guerra Civil Catalana, va confirmar Badalona com a carrer de Barcelona el 1472.
D'altra banda, a començaments de segle xv, es va fundar el monestir de Sant Jeroni de la Vall de Betlem, més conegut com a Sant Jeroni de la Murtra (1416), a la vall de Poià o de Betlem, sobre l'antiga casa coneguda com «de la Murtra». Els monjos el van fundar gràcies al patronatge del mercader Bertran Nicolau, que va obtenir llicència de Benet XIII per traslladar la comunitat des del seu lloc d'origen, Sant Pere de Ribes (Garraf), a causa de la terra poc fèrtil i la manca d'aigua. El monestir seria important en els segles posteriors per l'important patronatge que va rebre de monarques com Joan II d'Aragó i els Reis Catòlics, i tindria en senyories nombroses terres, especialment a la Vallençana de Montcada i Reixac, i les localitats com Concabella, Gra (Segarra) i Tous (Anoia).
Una obra artística destaca del període és el retaule de Sant Joan Baptista i Sant Esteve de l'antic temple romànic de Santa Maria.

## Edat moderna

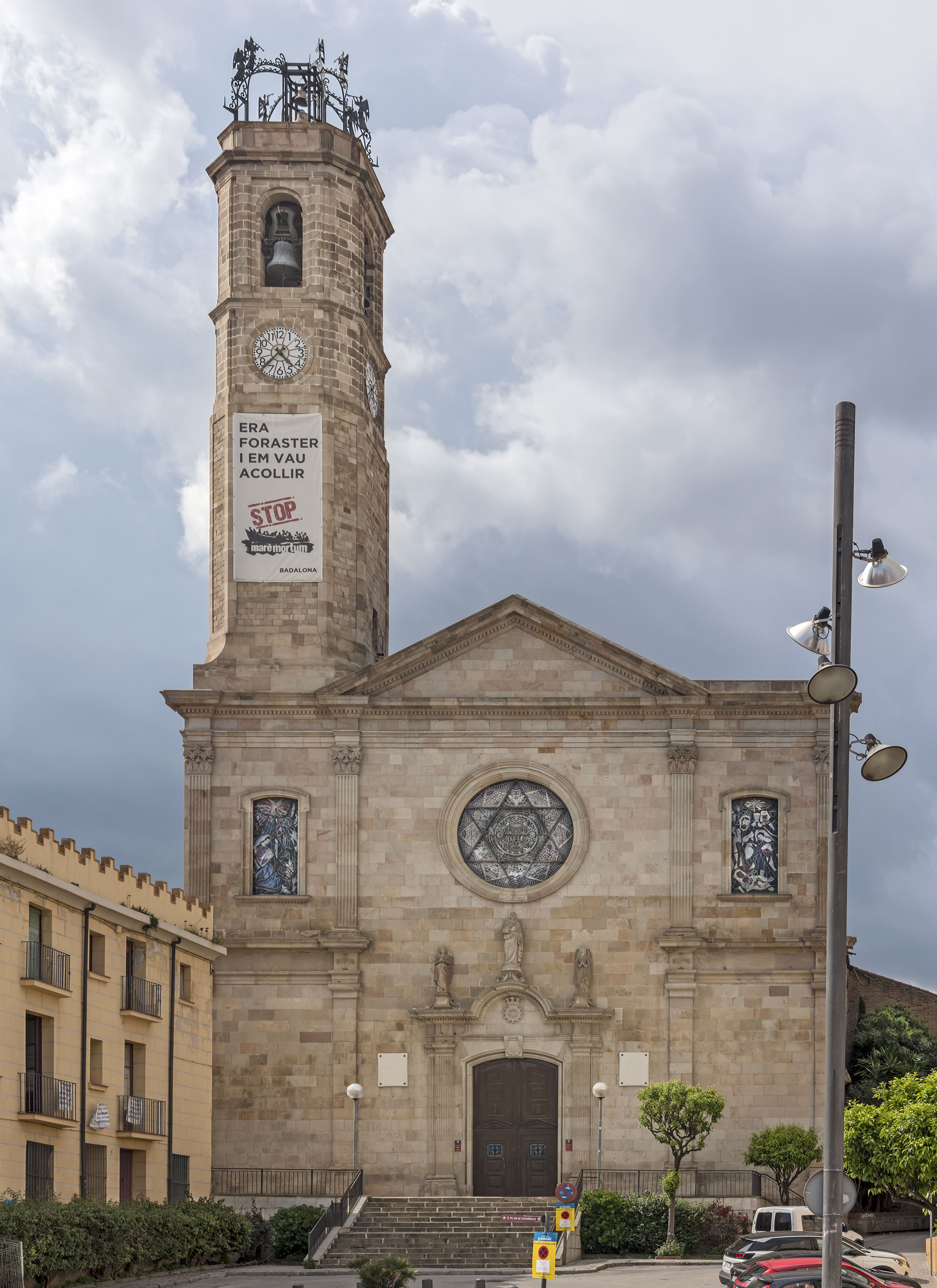
Parròquia de Santa Maria, inaugurada el 1778. L'actual ha sofert reformes posteriors, sobre tot després de la Guerra Civil.

### Població
Quan comença l'edat moderna, Badalona continuava sent un petit nucli de cases al voltant de la parròquia de Santa Maria. A l'entorn del nucli hi havia la resta del terme municipal, de caràcter rural. Aquest doble model d'hàbitat es va anar mantenir, seguint una economia d'autoconsum, amb el consegüent estancament demogràfic, fins a arribar a la segona meitat de segle xviii, quan es comencen a establir models de producció capitalista. Pel que fa al nombre d'habitants, durant els primers segles es disposen dades de fogatges, que fa un recompte per cases. El 1553 Badalona tenia 102 cases, que equival a uns 400 habitants, mentre el 1675 tenia 200 cases, de les quals 130 estaven al nucli urbà de la vila, estimant-ne al voltant de 700 persones. El creixement va ser minso a causa de l'aparició de pestes i altres epidèmies, però també dels atacs dels pirates algerians, tunisencs i també turcs, unes incursions que van provocar la mort i l'empresonament de molts badalonins. Un dels atacs més sagnants va ser el de 1527. El resultat va ser la fortificació de masies com Can Canyadó o Can Bofí Vell. A la situació d'inseguretat s'hi sumen els conflictes bèl·lics, durant aquest període la Guerra dels Segadors (1640-1659) i la Guerra de Successió (1701-1715). D'altra banda, el creixement es va veure afavorit al segle xvii gràcies a l'arribada d'immigrants del regne de França, concretament de la zona del Llenguadoc. Segons dades de 1687 a Badalona hi havia un total de 159 homes declarats com a veïns, la majoria comptant entre 20 i 40 anys, que suposaven un 23% aproximadament del total d'habitants del lloc, molts passen a ocupar els llocs dels mossos o jornalers dels pagesos i propietaris locals. Acabada la Guerra de Successió, el 1717 apareix el primer padró municipal d'habitants com a tal, que dona la xifra de 674 habitants en un total de 167 cases, on es nota l'efecte de la guerra sobre el total d'habitants. Després, no es tenen dades demogràfiques fins a 1787, del conegut Cens de Floridablanca. La població ha augmentat fins a 3.474 habitants (i comptant només els majors de 7 anys), que s'explica gràcies al canvi de paradigma de sistema de producció d'un model de subsistència a un de capitalista, les transformacions en l'agricultura i l'aparició de noves activitats comercials i manufactureres.

### Activitats econòmiques
Durant els primers segles hi ha una continuïtat del sistema econòmic i social feudal, orientat a una forma de producció de subsistència i autoconsum. Les activitats predominants seran les del sector primari (agricultura, pesca i ramaderia), mentre que la resta seran de caràcter complementari i basats en els oficis tradicionals que cobreixen les necessitats bàsiques de la població (sabaters, forners, ferrers...). La predominant al llarg del període és l'agricultura, i els conreus principals són el blat, l'olivera i la vinya. A partir del segle xviii, coincidint amb l'arribada de la dinastia borbònica, s'acaben les incursions dels pirates i la vila comença a créixer en tots els aspectes. En l'àmbit agrícola, la vinya es converteix en la protagonista del camp badaloní, bona part de la collita era convertit en aiguardent que era destinat al comerç del mercat colonial americà. El sector agrícola va créixer gràcies a l'extensió del conreu de regadiu, amb la construcció de noves estructures (séquies, basses, safareigs…) i la concessió d'ús de les aigües del molí d'en Tristany (1725), o la supressió del guaret. Aquesta nova situació va permetre que es generés un excedent de la collita que va anar orientat a la venda, en aquest cas al mercat de la futura Barcelona industrial, que s'havia d'abastir amb els productes dels pobles dels voltants. D'aquesta situació del camp, en parla mossèn Antoní Montserrat, prevere de Santa Maria de Badalona, que descriu la situació del camp i la pagesia, a més d'altres sectors, com el mariner, que tot i que s'havia desenvolupat al segle xvii, no és fins al segle següent, amb la desaparició del temor als pirates, que comença a créixer més. El 1789 hi havia un total de 40 barques dedicades a aquesta activitat i que venien el seu gènere també a Barcelona. Pel que fa al sector manufacturer, el 1717 hi havia dos oficis, teixidors de lli i corders, que anuncien el preludi de la industrialització, i a finals de segle Montserrat esmenta l'existència de fàbriques d'indianes, a les quals els mancava mà d'obra. Aquest fet esdevé un dels signes primitius del creixement industrial a Badalona al segle xix.

### La vila i els veïnats rurals

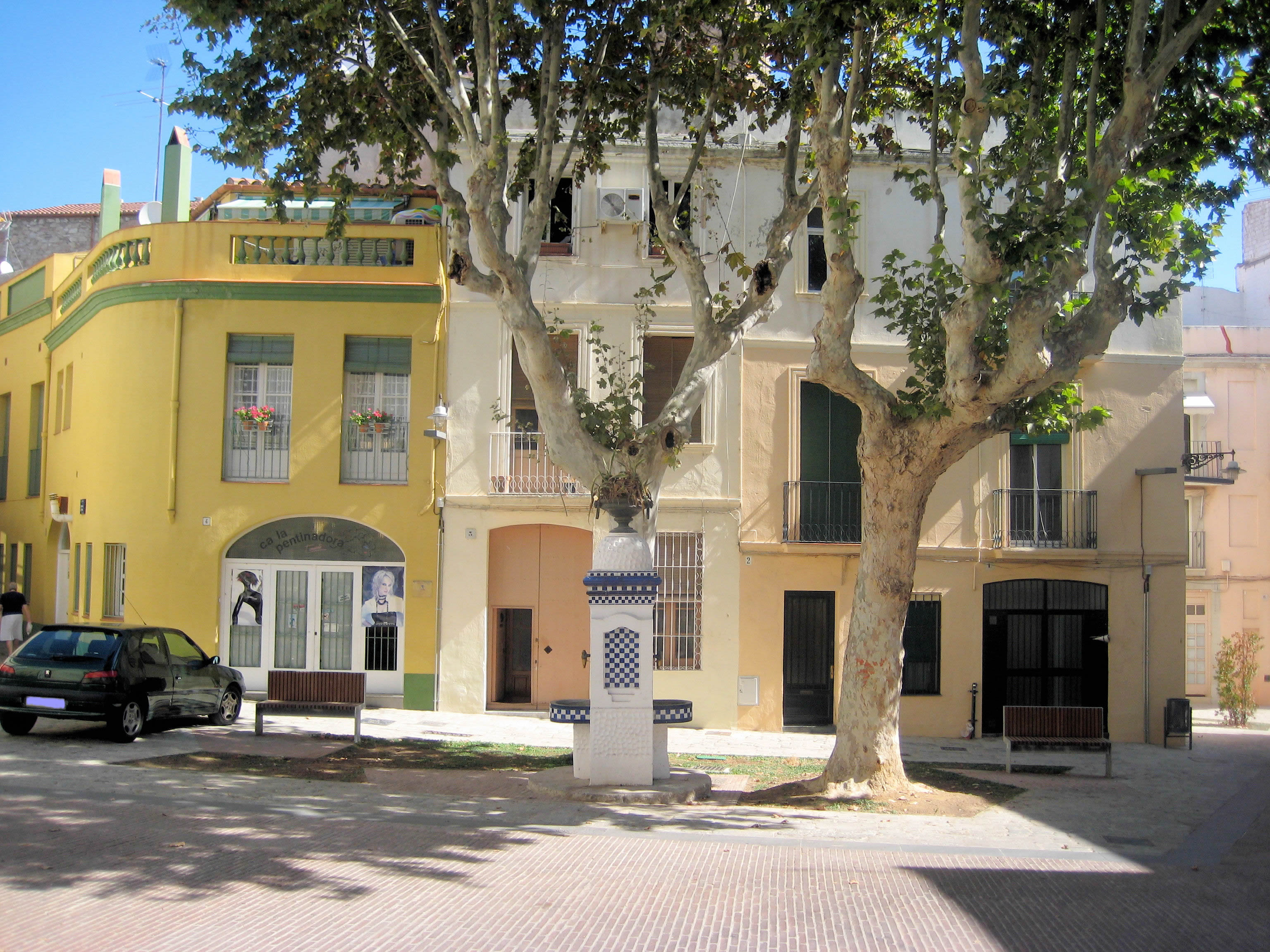
L'actual plaça de la Constitució, «la plaça» per antonomàsia, va ser el centre de la vida política i social de Badalona fins ben entrat el segle XIX.

A nivell urbanístic, el nucli urbà estava constituït per la sagrera medieval, que constitueix la part més antiga de l'actual barri de Dalt de la Vila, format per carrers estrets i corbs amb dos centres, l'església i la plaça. Des de la Sagrera sortien tres carrers o camins, el de Barcelona, vers aquesta ciutat i comunicant amb el carrer de la Quintana Baixa, que anava a Canyet; el d'en Fluvià, dit també Costa del Mecu, que anava a Pomar i al Maresme; i finalment el carrer de la Costa, que conduïa a través del camí de Mar, a la costa. A mesura que passen els anys, el nucli primitiu creix vora els camins de sortida. Tanmateix no és fins a mitjan segle xviii que experimenta un nou creixement, tant a Dalt de la Vila, com també a l'entorn del camí de mar, on es va formar el primer nucli d'habitants de pescadors vora la costa, lloc conegut com l'arenal, una zona de terres noves assecades del mar i de dipòsits fluvials. La primera menció d'aquest nucli és de 1746, on hi havia unes 20 cases o barraques. Durant el segle xviii el creixement és espontani, fet que demostra l'estructura viària, mentre a inicis de segle xix el creixement serà més estructurat. Entre les millores a nivell urbanístic destaca la construcció de la nova església de Santa Maria en substitució de l'edifici medieval romànic, que a mitjan segle xviii amenaçava ruïna. Descartades unes obres de reparació el 1753, finalment el 20 d'agost de 1758 es va recomanar la seva demolició.

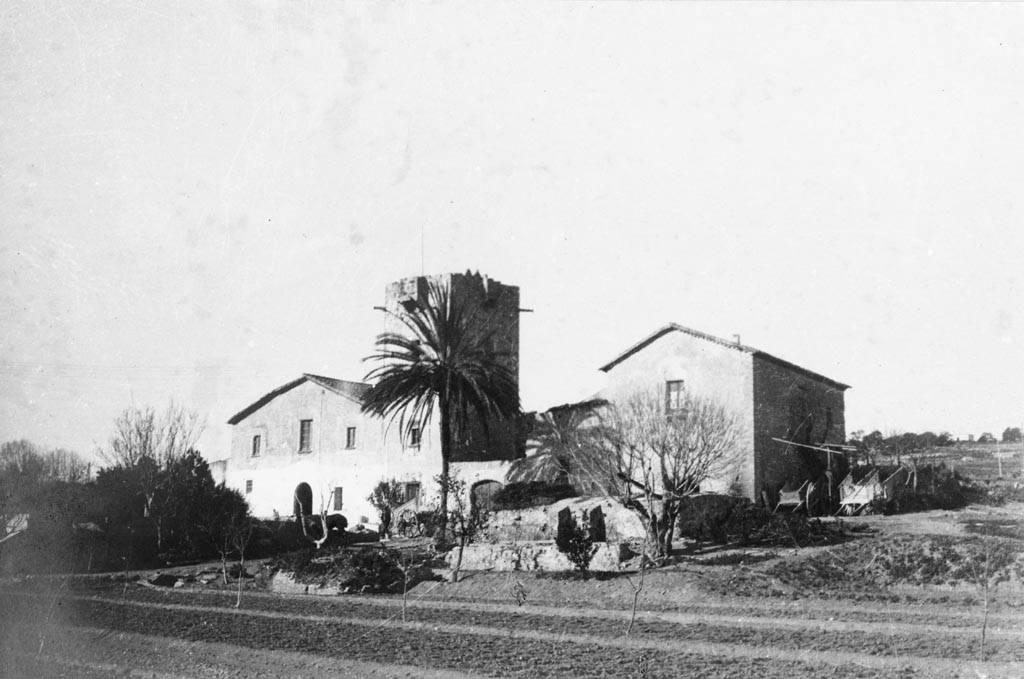
Vista general de la masia de Can Canyadó, al veïnat de Pomar de Baix

Per la seva banda, al segle xv els barris rurals eren tres, el veïnat de Canyet, format entorn de la riera homònima, el de Llefià, el més extens, que abstava les valls de Poià o de Sant Jeroni, fins a arribar a la Batllòria i la riera de Sant Joan, i les de Sistrells i la Carcerenya, on avui hi ha la Torre Pallaresa, i el de Pomar, format al voltant de les rieres de Montalegre i, vers la costa, la de Canyadó. Cap d'ells no superava les vint cases, de fet un conjunt de masies disperses, moltes d'elles evolució de les antigues vil·les romanes. Estaven situades prop del curs de rieres i rierots, enmig d'àmplies zones de conreu i de bosc, majoritàriament a la muntanya i prop del riu Besòs. Algunes d'aquestes masies es transformen durant aquests anys, de fet a causa de la crisi agrària de la baixa edat mitjana, molts masos havien estat abandonats, que van tornar a ser ocupades, algunes fins i tot van passar a tenir un aspecte més residencial que no pas agrícola, és el cas de Can Miravitges, Can Ferrater o Can Pujol. Al segle xviii, en canvi, havia aparegut un quart veïnat, Sistrells, tot i que se'n tenen referències del segle xvii, originat com una divisió del barri de Llefià. Serà en aquest barris on es fara patent la transformació del sector agrícola de Badalona, amb la construcció d'estructures de rec i l'ampliació de les terres en ús.

### Vida social i política
La societat va continuar sent rural, Badalona era un poble de pagesos i, més tard, de pescadors. El cicle festiu era eminentment religiós, la Setmana Santa, el Nadal, Tots Sants, entre moltes altres diades del santoral, com Sant Isidre, patró dels pagesos, o Sant Pere, patró dels pescadors. Al segle xv es documenta la Mare de Déu d'Agost, patrona de la vila, com la Festa Major, moment en què es devien fer diverses activitats festives. Mentre que, d'altra banda, la festivitat de Sant Anastasi, no prendrà importància fins més endavant, de fet no va ser fins 1671 quan es crea la Confraria de Sant Anastasi i l'Ajuntament el declara copatró. Totes les celebracions eren similars, al matí missa a l'església, i a la tarda es feia una processó acompanyada de trets de trabuc i coets; més tard es feien balls a la plaça. D'aquest període també data la Processó del Dijous Sant, datada de l'any 1628, quan un grup de badalonins es van reunir al cementiri de Santa Maria per instaurar una processó a la localitat, els misteris de la qual van ser beneït l'any següent. És d'esment que Rafael d'Amat i de Cortada, baró de Maldà, va descriure diverses vegades la vida quotidiana, costums, festes, oficis i persones de la vila de finals del segle xviii al seu Calaix de sastre, quan passava temporades a la seva torre de Can Peixau.
En l'àmbit polític, Badalona va esdevenir vila sota la jurisdicció reial el 10 de juny de 1595. El Capità General de Catalunya va concedir-li privilegis, entre els quals hi havia el títol d'universitat, és a dir, de municipi, i el dret d'elegir càrrecs públics mitjançant el sistema de la insaculació. La representació no era sols del nucli urbà, sinó que també hi eren presents els veïnats rurals de Llefià, Canyet i Pomar. Com a municipi va haver de fer front a pagaments reials i altres despeses, per aquesta raó va decidir demanar i adquirir diversos monopolis, els quals podia arrendar durant un cert temps. El 1595 i el 1603 va aconseguir el de la venda de blat i carn, respectivament, i el 1678 es va fer amb el proveïment de d'aiguardent, mel i tabac, a més de tenir la facultat de tenir hostal i gravar-lo amb un impost que obtenia la corporació municipal. Aquests recursos es destinaven a les despeses de l'Ajuntament, majoritàriament salaris; honoraris dels professionals que treballaven per alguna raó per a la universitat, com el notari o l'advocat; l'allotjament de soldats; a més de sufragar les festes patronals, entre d'altres. Des del moment en què passa a ser de jurisdicció reial, les famílies de l'oligarquia local van ocupar molt sovint els càrrecs públics, mentre alhora se'ls concedia la gestió dels esmentats monopolis municipals, que els van servir per acumular capital i, de retruc, més poder. Segons M. Dolors Nieto, el procés comença a documentar-se a partir de la segona meitat del segle xvii, però és més comú durant els ajuntaments borbònics. Durant la Guerra de Successió, la vila es posà del costat de l'arxiduc Carles d'Àustria, el que suposà una repressió posterior per part de Felip V. El 1716 els decrets de Nova Planta substitueixen l'estructura municipal establerta fins llavors, per una de nova basada en l'anomenat ajuntament, de base castellana. Els primers anys van ser d'incertesa i en molts casos es va nomenar un administrador provisional. Finalment el 1717 i 1718 es defineix que el govern de Badalona havia de tenir cinc regidors (més endavant sis), un d'ells exercint com a batlle, nomenats directament per la Reial Audiència i eren, en principi, vitalicis, si bé a mitjan segle xviii van ser fixats per a exercir-los un temps determinat.

## Seglexix

### Demografia
El segle xix a Badalona es caracteritza pel canvi de paradigma del món agrari a l'industrial, un fet que va afavorir el creixement demogràfic durant la segona meitat de segle. Entre 1800 i 1850 el creixement va ser molt tímid, això té a veure a causa de la inestabilitat política i social, degut a les guerres, especialment la Guerra del Francès (1808-1814). Des d'ençà la fi d'aquest conflicte la població va augmentar. Tanmateix el detonant del canvi va ser la instal·lació de la línia de ferrocarril (1848), que va afavorir la construcció de noves indústries i va provocar un efecte d'atracció de població, en definitiva d'immigració, que va fer que en el transcurs de sis anys (1851-1857) es passés dels 5.733 als 10.485 habitants, mà d'obra que arribava per treballar a les noves fàbriques. Els immigrants eren originaris d'altres comarques de Catalunya, especialment de l'Urgell, Osona, el Ripollès, però també del Camp de Tarragona, el Baix Ebre i el Montsià, entre els quals destaquen els canareus. L'arribada de nova població fa créixer la ciutat en extensió, amb la creació d'un nou barri industrial i d'una nova parròquia, Sant Josep (1868), patró dels obrers, que va tenir durant molts anys la seva seu al convent de la Divina Providència. Amb tot, el context és el d'una localitat rural, que s'ha d'adaptar i intentar resoldre vells i nous problemes, com les riuades que deixaven incomunicada Badalona amb Barcelona, o la construcció de nous espais d'equipaments i d'esbarjo, com fou el del nou cementiri, més allunyat del nucli urbà, en substitució de l'antic al costat de la parròquia de Santa Maria. Al llarg de tot el segle, la població es va veure afectada per diverses epidèmies, especialment de febre groga i de còlera. Aquesta darrera es va presentar diverses vegades (1834, 1854, 1865, 1885). L'epidèmia de 1854 va ser la més mortífera, amb un total de 300 víctimes, entre elles dos metges. Malgrat això, el creixement demogràfic va ser sostingut i el 1900, la ciutat assolia els 19.000 habitants.

### Economia

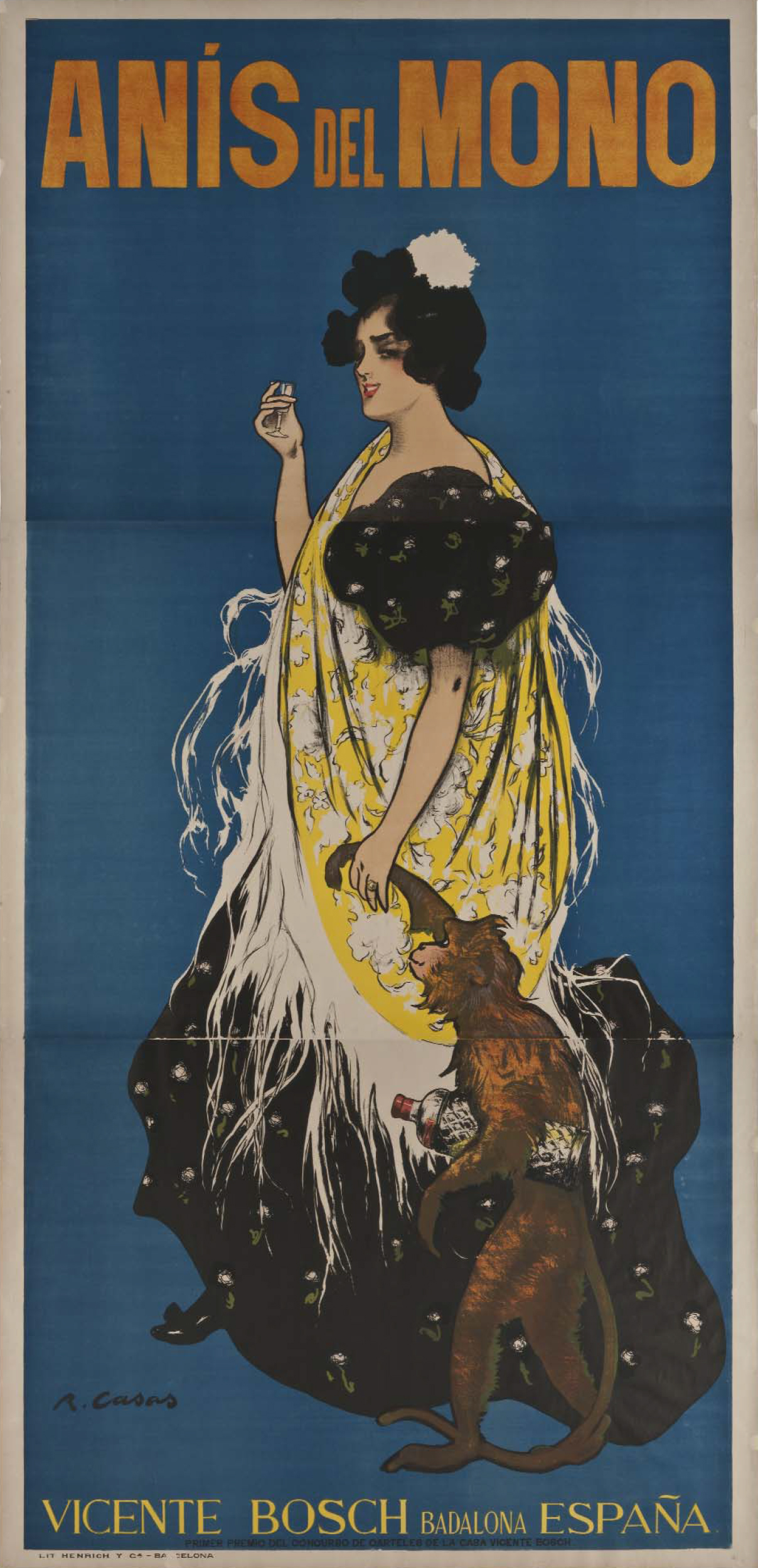
Anís del Mono va ser una de les moltes indústries nascudes a partir de la segona meitat de de la mà dels germans Josep i Vicenç Bosch.

La pesca i l'agricultura foren els puntals econòmics de la Badalona d'inicis del XIX, al costat d'altres activitats menestrals com la dels corders, teixidors o les puntes de coixí. Les mestrances badalonines arribaren a tres i construïren embarcacions petites i mitjanes. La marina mercant i de cabotatge adquiriren bastant rellevància amb el litoral valencià i fins i tot a Andalusia i les Antilles. El sector de Baix a Mar acabà adquirint tanta rellevància que al llarg del segle aconseguí prendre la centralitat que havia tingut fins llavors el centre històric de Dalt de la Vila. El 1848 s'inaugura el ferrocarril entre Barcelona i Mataró, que donarà un gran impuls a Badalona en la seva industrialització i desenvolupament econòmic. La proximitat i les bones comunicacions amb Barcelona estimularen un intens procés d'implantació d'indústries a partir de la segona meitat de segle. En unes dècades, de forma progressiva, l'activitat industrial acabarà desplaçant els sectors agrícola i mariner tradicionals i, a més a més, comportarà grans transformacions i un enorme creixement demogràfic, de gent procedent del món rural, econòmic i urbanístic. Gràcies a tot aquest creixement industrial i demogràfic, Badalona va rebre el títol de ciutat el 1897 de la mà de la reina regent Maria Cristina perquè «es un prodigio de iniciativas, que al igual produce tejidos de algodón que cal, anisados, alquitranes y jabón que mosaicos, cuerdas tintas, géneros de punto y curtidos que refinerías de azúcar y petróleo o fabrica galletas... En fin, todo lo que por sí sola constituye la creación de un gran mercado interior, muchos de cuyas producciones prodían competir con sus similares del extranjero». En aquell moment Badalona tenia 18.165 habitants i funcionaven un total de 142 fàbriques, però que, d'altra banda, convivien amb 333 establiments comercials o de serveis i 159 establiments a oficis tradicionals (fusters, sabaters, ebenistes, ferrers, cistellers, terrissaires...).
Cal matisar la declaració de la reina, car el creixement industrial de Badalona fou subordinat al de Barcelona: les indústries aprofitaven la facilitat de transport ferroviari i l'àmplia oferta en terrenys urbanitzables a preus assequibles que oferia la vila, a diferència de Barcelona que començava a saturar-se a nivell d'espais industrials i uns sous minsos probablement per la pervivència d'indústries familiars amb telers manuals, etc. Els empresaris barcelonins i les societats vinculades a capital francès o italià eren la gran majoria que, amb tot coexistiren amb un cert nombre de negocis incipients de fabricants badalonins. A més a més, a finals de segle encara mantenia un cert equilibri entre el sector primari i el secundari. Per tant, el cúmul de factors demostraria que realment la industrialització de Badalona fou tardana per la saturació de Barcelona i de la seva rodalia més immediata i la gran varietat d'indústries de la qual parla la reina regent un tòpic que constata les irregularitats i la irracionalitat en el procés industrial. De retruc, aquest model no promogué una burgesia pròpia prou potent i suposà un fre en l'aparició d'institucions patronals i financers sòlides a la localitat, a diferència d'altres centres com Sabadell o Terrassa. Amb tot, la diversitat productiva fou un dels elements característics del procés d'industrialització de Badalona: en primer lloc es trobava el sector del tèxtil, segon prenia una especial rellevància la fabricació d'alcohols i licors, però també de cuirs, cristall i vidre, pintures, tintes, perfums, productes químics, entre d'altres.

### Creixement urbanístic

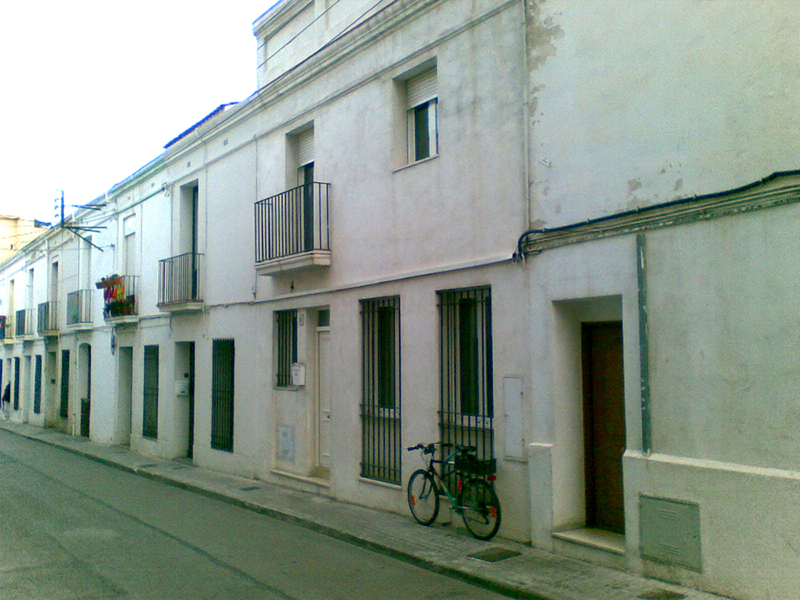
Cases de tipologia tradicional al barri de Casagemes.

El creixement urbanístic de caràcter espontani iniciat al segle xviii i que es manté els primers anys de segle xix, però la zona dels arenals entre la riera d'en Folch i la d'en Matamoros, el que avui s'anomena el Centre, comença a ocupar-se aquestes primeres dècades, amb una planta ortogonal amb carrers alineats seguint criteris geomètrics, d'acord amb alguna eina d'ordenació territorial que devia existir en aquell moment. Aquest sector, anomenat inicialment com Baix a Mar, va tenir l'antic camí de Mar com a eix vertebrant i de comunicació entre el Dalt de la Vila i la costa, amb un model de casa regular típicament d'aquesta època, amb un badiu o eixida al darrere. Amb tot, la forma d'ocupació del territori canvia radicalment a partir de 1848 amb l'arribada massiva de població obliga un nou procés d'ordenació del territori, amb l'adaptació d'algunes illes a la mida de les indústries. El pla urbanístic d'eixamplament, que degué aparèixer entre 1853 i 1860, refet amb poques modificacions després per l'arquitecte Joan Baptista Pons, disposa la prolongació de carrers existents, i l'extensió de la trama urbana per tota la plana entre Montgat i Sant Adrià, bàsicament en terrenys plans i poc elevats, compresos entre el mar i els turons i terrasses de la serralada de Marina. Així, a banda i banda del Baix a Mar començaran a instal·lar-se indústries i les cases dels obrers, tret de la zona nord-est, equivalent a l'actual barri de Casagemes, més residencial i amb un estatus social més elevat, mentre Dalt de la Vila mantindria durant molts anys el seu aspecte encara rural. Amb tot, al sector més al nord, corresponent als barris de Canyadó i Manresà, també s'hi instal·laren indústries. D'altra banda, malgrat que la ciutat havia anat creixent en extensió pel sector sud-oest, bàsicament entre la via del tren i la carretera Reial, va quedar un reducte sense urbanitzar entre el Baix a Mar i el barri industrial, la Plana del Corb, resolt amb l'obertura del carrer dels Arbres (1897), moment a partir del qual es començarà a urbanitzar aquest sector, on es van construir cases i fàbriques modernistes.

### Fets polítics i socials
A finals del segle xix neix el moviment obrer a Badalona a partir de la transformació de vila pagesa i marinera en nucli industrial comportà també la transformació en ciutat obrera, destacant-ne figures com ara Joan Peiró o Simó Piera.
El 1900 es produí en favor de Carles de Borbó i Àustria-Este el fracassat Alçament de Badalona i altres viles catalanes i del País Valencià liderat per Salvador Soliva

## Segle XX

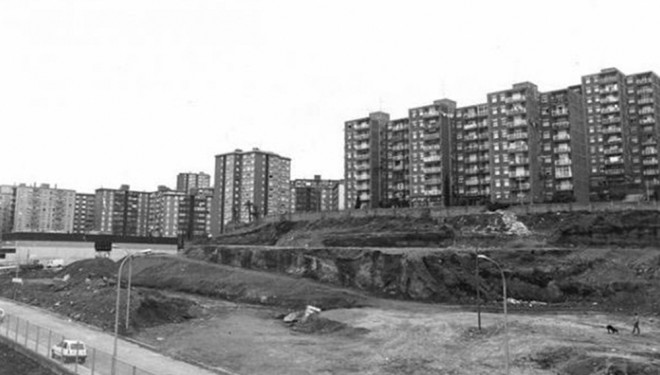
Construcció massiva de cases a Llefià entre els anys 60 i 70

Als inicis del segle xx la ciutat disposava d'una immensa varietat industrial que, juntament amb la manca d'un port propi al municipi, començà a desplaçar a poc a poc els nuclis tradicionals vinculats a la pesca. Poblacionalment, el 1910 ja eren 20.900 habitants; i el 1936 48.700 passant a ser ja la 4a ciutat catalana. Aquest auge desbocat va provocar un creixement en barris mal comunicats i sense equipaments durant les dècades de 1920 i 1930 a les zones més allunyades del nucli urbà, com la Salut i Llefià, però també propers com a Sant Crist i Bufalà, com una extensió no prevista en l'eixample concebut al segle xix, alguns de dubtosa legalitats, com Lloreda.

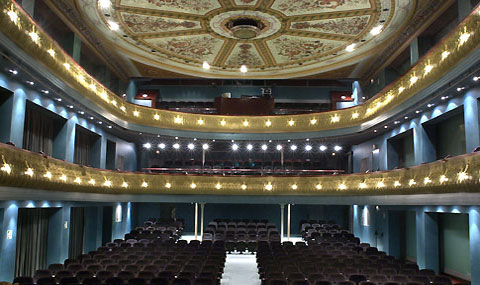
Aspecte actual del Teatre Zorrilla.

Al tombant de segle es va viure un important dinamisme cultural: El 1921 es fundà l'Orfeó Badaloní mentre comencen a prendre força iniciatives esportives com el Club Joventut de Badalona o el Club Natació Badalona, entre moltes d'altres. També rebria l'impuls renaixentista al teatre amb Enric Borràs (1863-1957) i la construcció del Teatre Zorrilla (1868) i, a la premsa, amb publicacions com ara l'Eco de Badalona (1868) o Acció (1910-1919). Posterior, aquest moviment es va veure posteriorment frenat i represaliat durant les dues dictadures.

### Dictadura de Primo de Rivera
Badalona va patir la dictadura de Primo de Rivera en el terreny cultural, tot i que l'Ajuntament, dirigit per Pere Sabaté, va dedicar-se a la construcció d'obres públiques, una dinàmica generalitzada a tots els municipis durant aquest període, però que amb tot van pal·liar les necessitats de la ciutat, que es trobava en constant creixement. Es van aportar subvencions estatals i es van contraure deutes, un fet que va ser criticat. Es van construir en aquest moment, les escoles Ventós Mir (1924) i Martínez Anido (1928), el mercat Torner (1926), el segon més antic de la ciutat, i la canalització de diverses rieres.

### La II República i la Guerra Civil
La dimissió de Primo de Rivera i l'afebliment de la dictadura, van comportar la fi de l'alcaldia de Pere Sabaté. L'11 de març de 1930 s'establí un nou consistori amb caràcter provisional presidit interinament per l'industrial Lluís Ysamat, en substitució de Baldomero Sanmartín, regidor de més edat, que havia exercit també d'alcalde interí. El consistori de transició estava dividit entre els majors contribuents de la ciutat i els regidors més votats en les darreres tres eleccions (1917, 1920 i 1922), amb un avantatge pels primers, que eren imparells, amb 15 regidors contra 14, respectivament. Poc més d'un any després, el 14 d'abril de 1931 es van celebrar eleccions municipals, el resultat de les quals van ser 17 consellers republicans i 15 regionalistes, i amb Josep Casas com a alcalde. La diversitat de partits que formaven la coalició d'esquerres i la de dretes, respectivament, van provocar que es pogués dur a terme una bona gestió municipal, ans al contrari, van derivar en una dialèctica antagònica en el sí de la corporació. El gener de 1934 va prendre possessió un nou consistori al capdavant del qual hi havia Joan Deulofeu, d'Esquerra Republicana de Catalunya. Tanmateix, el seu mandat va ser breu perquè va ser detingut i destituït a causa de la seva adhesió a la proclama de l'Estat Català de Lluís Companys durant els fets d'octubre d'aquell any, a més a la ciutat s'organitzà una veritable revolta: es van aixecar barricades, els afiliats de partits i sindicats van sortir armats al carrer, fins i tot es va volar part de la via del tren per evitar l'arribada de les forces de l'ordre. Deulofeu fou empresonat al vaixell Uruguay fins al gener de 1935, mentre que, a Badalona, el Govern Civil va designar un alcalde gestor, Pere Borràs, que va exercir fins a les eleccions de febrer de 1936.
Malgrat el clima de tensió social, la ciutat va viure un moment d'efervescència cultural, gràcies a l'impuls de la conselleria de cultura de l'Ajuntament i a diverses entitats locals, com l'Orfeó Badaloní, el Casino Apolo, el Centre Badaloní, entre d'altres. Van aparèixer de noves associacions, com la delegació badalonina de Palestra, presidida per Pompeu Fabra. Es va homenatjar i concedir la medalla d'or de la ciutat al mateix Fabra, i també a l'actriu Margarida Xirgu i a l'actor Enric Borràs. A la mateixa època, l'Agrupació Excursionista de Badalona va promoure el coneixement sobre la història local i va dur a terme un bon nombre d'excavacions arqueològiques que van posar al descobert diverses peces com la Venus, la Tabula Hospitalis.
Amb l'esclat de la guerra civil, Catalunya va quedar al bàndol de la República. Com a important nucli industrial, Badalona fou repetidament bombardejada per l'aviació aliada de Franco. Durant la guerra Badalona va ser bombardejada fins a vint-i-cinc ocasions, i durant alguns mesos les alarmes per possibles atacs eren pràcticament diaris. El 1936, l'Ajuntament va quedar sense cap mena de poder, tot i tenir de fet un alcalde, i es va crear un Comitè revolucionari que quedava a càrrec dels assumptes de la ciutat a través d'una sèrie de delegacions, que restava sota un gran descontrol. Per solucionar aquesta situació d'inestabilitat, l'octubre del mateix any la Generalitat dicta unes normes de configuració dels nous ajuntaments, que va substituir els comitès.
El final de la Guerra Civil es veu marcada amb l'afusellament de l'alcalde Frederic Xifré i Masferrer el 1940.

### Franquisme
Durant la dictadura rebé un flux migratori de diverses regions d'Espanya i que no pogué absorbir adequadament a causa de la mateixa estructura del poder. El municipi es va omplir de barris de barraques en condicions insalubres i sense equipaments. Demogràficament la dinàmica no es va aturar i el descontrol de l'expansió feren assolir xifres vertiginoses: 76.300 habitants el 1950, 92.200 el 1960 i 201.200 deu anys després.
Just després de la victòria del bàndol franquista, el poder polític local va estructurar-se en Comissions Gestores, inicialment nomenades pels militars que havien entrat a les poblacions, ràpidament el sistema d'elecció variaria vers els governadors civils a través del Ministeri de Governació, que s'encarregaria de les grans ciutats com Badalona. Tot i així, les comissions no tindrien èxit en els seus primers anys. Igual que a la resta de municipis de l'estat, les eleccions durant el règim franquista per a elegir els càrrecs públics estaven escrupolosament controlades, s'organitzaven a través dels terços corporatiu, sindical i de caps de família, sota la tutela del governador civil, que confeccionava les llistes o en donava l'aprovació; sovint es presentava una sola candidatura que passava a ser automàticament la guanyadora. Progressivament entrarien algunes persones de l'oposició al règim a través del terç familiar.

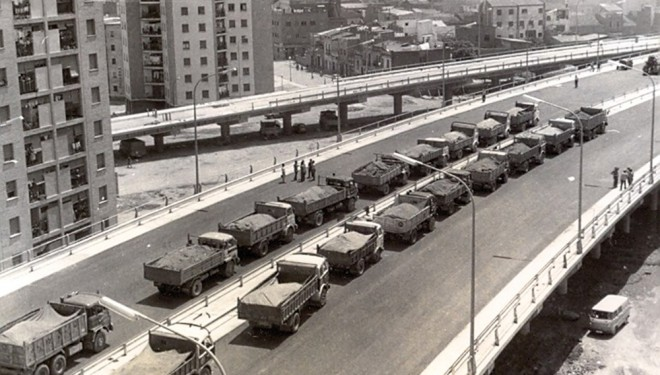
Obres de construcció de l'autopista C-31, poc abans de la seva finalització l'any 1970.

L'etapa que va marcar més la ciutat va ser l'alcaldia de Felipe Antoja Vigo, que va ocupar el càrrec durant deu anys, la màxima aspiració del qual era convertir Badalona en una ciutat gran augmentant el nombre d'habitants. En el marc d'aquesta política, el creixement urbanístic fou enorme, impulsà projectes molt polèmics: va adquirir la finca rústica de la masia de can Ruti; un projecte de construcció d'un nou ajuntament; intentà dur a terme el projecte de port esportiu i pesquer i la urbanització de grans espais buits de la ciutat, en especial el que portà a la creació del projecte de Montigalà-Batllòria. D'altra banda, en arribar al càrrec, el primer que va fer va ser acceptar les demandes de l'alcalde de Barcelona que significà l'arribada dels barraquistes establerts a Barcelona, això va condicionar que Badalona es convertís en una de les ciutats amb el pitjor nivell de qualitat de l'habitatge i, a més, feu necessària un alt nivell constructiu per suplir les mancances. Això es traduí en un procés de construcció sense criteris urbanístics, que en molts casos va significar la pèrdua i destrucció d'edificis històrics i elements característics del paisatge urbà i també l'arrasament de jaciments arqueològics. La construcció de l'autopista C-31 o antiga A-19, la primera de l'estat, que unia Barcelona amb Mataró, tot i transformar de manera important la comunicació i la circulació de vehicles, va fer que la ciutat quedés partida per la meitat deixant una barrera de ciment molt poc permeable que encara avui afecta els desplaçaments interns de la ciutat.
Durant la segona part del franquisme, acabada l'alcaldia de Felipe Antoja Vigo, el consistori ja no tenia la mateixa força per mantenir una política continuista i es va mostrar incapaç de donar resposta a les demandes dels ciutadans. L'administració es va trobar amb la incipient aparició dels partit polítics democràtics, encara de forma clandestina, de les entitats de la ciutat que reclamaven millores, a més de les divergències d'opinions fins i tot dintre del mateix consistori.
La dictadura va significar també una gran repressió en l'àmbit polític i cultural.

### Des de laTransició Democràtica
A la mort de Franco, la dictadura tocava la seva fi i s'obre el període de la transició vers la democràcia. A Badalona, un dels actes destacats va ser la primera manifestació tolerada, sense violència, a l'estat el 29 de gener de 1976 en favor de l'amnistia dels presos polítics. En vagues i la lluita política més intensa també arribaren a través de l'Assemblea de Catalunya de 1976. Aquest impuls s'estengué fins a finals dels anys vuitanta, on s'hi va sumar les lluites del moviment veïnal per la construcció d'infraestructures i en contra de l'especulació immobiliària que havia estat general fins aleshores. L'Ajuntament va quedar gairebé sense poder d'actuació, després dels resultats de les primeres eleccions generals de la democràcia, celebrades el 15 de juny de 1977, es va formar un govern paral·lel al del consistori, la Taula de Partits, format pels partits amb representació al Congrés (PSC, PSUC i CDC) i també ERC i PTE per la seva trajectòria a Badalona, si bé no va ser així amb la UCD, que es creia que estava representada pels regidors del moment. Això va fer que l'acció del darrer govern de transició abans de les eleccions fos fiscalitzada evitant la possibilitat de noves maniobres especulatives a la ciutat. Després d'algunes polèmiques, es va proposar el nomenament d'un regidor gestor per fer funcionar le consistori, autoritzat des de Govern Civil, i que l'Ajuntament funcionaria a través de comissions o taules de treball, la Taula de Partit va assumir també la direcció d'alguns serveis municipals.
En el vessant més cultural foren impulsors centres com ara l'Orfeó Badaloní, el Círcol Catòlic o el Centre Excursionista de Badalona.
A les darreries del segle xx, la indústria a Badalona continuava tenint un lloc central, tanmateix a partir de 1980 el nombre d'àrees industrials es va anar reduint i ubicant en zones molt concretes, a la zona anomenada Badalona Sud, a les Guixeres, entre d'altres, on destacà el projecte municipal del Badalona Centre Internacional de Negocis (BCIN), que pretenia millorar els intercanvis, competitivitat i projecció internacional de les empreses de Badalona de cara als mercats europeus i americans, que s'ha vist afavorida per empreses del sector de la microelectrònica, la robòtica, els envasos i aerosols, la maquinària tèxtil o els motlles industrials, mantenint-se, en paral·lel una indústria tradicional com l'Anís del Mono, on es va continuar produint l'aiguardent. Algunes indústries, com la Cros, van ser evacuades a causa de la forta contaminació que repercutia, principalment, en el litoral, on s'ubicaven. Gradualment, l'activitat econòmica s'ha adreçat al sector terciari, dels serveis.

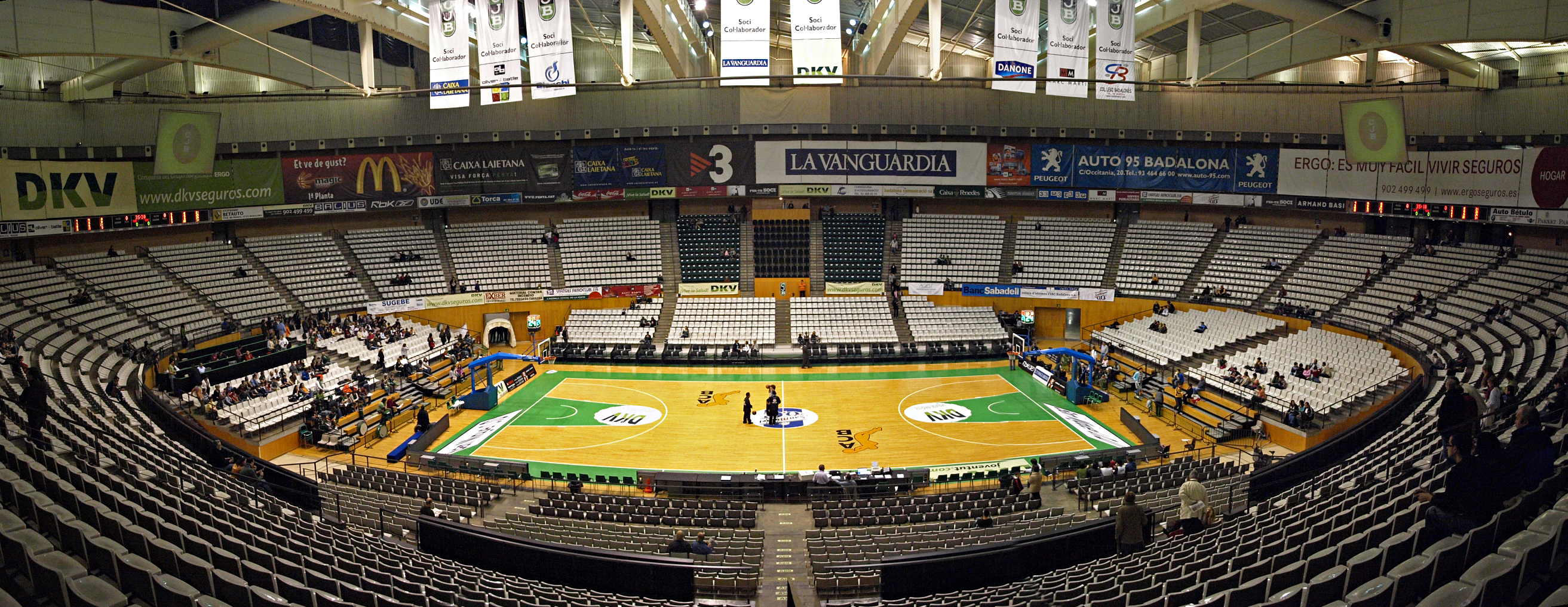
Aspecte de l'interior del Palau Municipal d'Esports, seu de les competicions de bàsquet durant els Jocs Olímpics de 1992 i actualment seu del Club Joventut Badalona.

Al costat de la transformació econòmica hi hagué la urbanística, al voltant de la creació del barri de Montigalà, sobretot a partir de la designació de Badalona com a subseu dels Jocs Olímpics de 1992, on es van celebrar les modalitats de bàsquets i boxa. Passada una gran polèmica en què la ciutadania reclamava «Montigalà per al poble!», es va aconseguir la modificació de l'estructura del polígon inicial i es va basar en un nou tipus d'urbanisme, mantenint bona part del sector com a verd urbà, una zona residencial reduïda i una altra part comercial i industrial, on es van edificar i instal·lar grans magatzems especialitzats i el primer centre comercial de la ciutat, afavorint així, també, el canvi de la ciutat industrial a la dels serveis. Els habitatges de Montigalà, d'un blanc característic, es van utilitzar com una de les viles de periodistes dels Jocs Olímpics de Barcelona. Les olimpíades van arrossegar la millora d'altres indrets de la ciutat: l'àrea dels barris del Gorg i Can Claris, on antigament hi havia hagut el canòdrom hi fou edificat el Pavelló Olímpic de la ciutat, on es feren les competicions de bàsquets i que, posteriorment, es convertí en la seu del Club Joventut Badalona; i, al costat d'aquests, el turó d'en Caritg, al barri de Sistrells, que es va convertir en un nou parc després de deixar de ser zona militar on hi havia unes bateries defensives amb canons i de la supressió del barraquisme que hi havia concentrat als seus peus, amb la construcció de l'avinguda de Salvador Espriu.
Tot i les vicissituds i l'augment demogràfic, Badalona no ha esdevingut una ciutat dormitori de Barcelona sinó que ha conservat la seva identitat pròpia, especialment en els seus barris més cèntrics, però sobretot gràcies a la seva història particular, les entitats culturals, veïnals, esportives i, també, gràcies al seu particular urbanisme.